# Oder-Havel-Radweg
Der Oder-Havel-Radweg ist ein etwa 60 km langer Radwanderweg im Nordosten des Landes Brandenburg. Er verbindet den Oder-Neiße-Radweg mit dem Havelradweg. Eine längere Teilstrecke des Radweges verläuft auf dem früheren Treidelweg entlang des Finowkanals. Wegstreckenzeichen ist ein blaues Boot auf weißem Grund.

## Verlauf
Der Oder-Havel-Radweg beginnt am südlichen Ortsausgang von Hohensaaten, am Fuße des Deichs der Oder. Zunächst verläuft er auf einer Nebenstraße parallel zur Alten Oder in Richtung Oderberg. In Oderberg wird die Alte Oder im Zuge der B 158 überquert. Weiter geht es auf der L 29 durch die Ortschaften Liepe und Niederfinow. In Niederfinow zweigt der Oder-Havel-Radweg von der Landesstraße in Richtung des Ortsteils Stecherschleuse ab. Hinter dem westlichen Ortsausgang Stecherschleuse beginnt ein Waldweg, der zur Ragöser Schleuse führt. Kurz vor der Schleuse wird erstmals der Treidelweg des Finowkanals erreicht.
Der Radwanderweg verläuft weiter am Nordufer des Kanals, unterquert die Bahnstrecke Eberswalde–Frankfurt (Oder) und erreicht das Stadtgebiet von Eberswalde an der Stadtschleuse.
Kurz darauf werden die ehemalige B 2 und die Stettiner Bahn unterquert sowie die Schleuse Kupferhammer passiert. Über die Brücke der Britzer Straße wechselt der Radweg auf die Südseite des Finowkanals. An der Schleuse Drahthammer, in Höhe des Familiengartens Eberswalde erfolgt ein abermaliger Wechsel zum nördlichen Kanalufer. In der Nähe der Schleuse Heegermühle überquert der Radweg einen Rest des kleinen Flusses Finow, der Namensgeber für den Finowkanal war.
Am östlichen Rand von Finowfurt unterquert der Oder-Havel-Radweg die B 167. In der Ortslage verlässt die Route dann zunächst den Treidelweg des Finowkanals wieder: An der Schleuse Schöpfurth biegt der Weg nach Süden in die Hauptstraße und dann nach Südwesten in die Biesenthaler Straße ab, wo er die Trasse der ehemaligen Eberswalde-Finowfurter Eisenbahn kreuzt. Hinter Finowfurt verläuft der Radweg am Gelände des Flugplatzes Eberswalde-Finow entlang und überquert kurz darauf die BAB 11 und die Finow.
Unmittelbar nach der Brücke über die Finow erreicht der Oder-Havel-Radweg den Radfernweg Berlin–Usedom und verläuft für ca. 2,5 km gemeinsam mit diesem. In der Nähe der Schleuse Grafenbrück trennen sich die Routen wieder. Der Oder-Havel-Radweg erreicht nach einem kleinen südlichen Bogen wieder den Treidelweg des Finowkanals, passiert die Schleuse Leesenbrück in Höhe der Ortschaft Marienwerder. Ab der Schleuse Ruhlsdorf verläuft der Radweg straßenbegleitend zur L 31, die ihrerseits parallel zum Finowkanal verläuft. Nach Unterqueren der „Heidekrautbahn“, deren Bahnhof Ruhlsdorf-Zerpenschleuse sich in unmittelbarer Nähe befindet, erreichen Oder-Havel-Radweg, L 31 und Finowkanal den Oder-Havel-Kanal. Einige Meter westlich der Einmündung (ehemalige Kreuzung) von Finow- und Oder-Havel-Kanal überquert der Oder-Havel-Radweg den Oder-Havel-Kanal auf einer Fußgänger- und Radfahrerbrücke und erreicht die Ortschaft Zerpenschleuse. In Zerpenschleuse verläuft die Route wieder parallel zum Finowkanal, der von hier an bis zum Ende in Liebenwalde auch „Langer Trödel“ genannt wird. In der Ortslage Zerpenschleuse wird die B 109 gekreuzt.
Westlich von Zerpenschleuse, etwa an der Grenze zwischen den Landkreisen Oberhavel und Barnim verlässt die Route nun endgültig den Treidelweg des Finowkanals. Sie verläuft in südwestlicher Richtung durch den Wald und nähert sich bis auf wenige Meter dem Oder-Havel-Kanal, der aber vom Radweg aus nicht zu sehen ist. Danach geht es wieder in nordwestlicher Richtung weiter vorbei an dem Gehöft „Angra Pequena“ nach Liebenwalde. Am Ortsrand von Liebenwalde wird noch der nicht mehr betriebene westliche Ast der „Heidekrautbahn“ unterquert, bevor der Oder-Havel-Radweg an der L 21, auf der neben dem Havelradweg auch der Radweg Berlin–Kopenhagen verlaufen, endet. Die Havel selbst, die hier kaum größer als ein Bach ist, befindet sich noch gut 1,5 km Luftlinie entfernt.

## Streckenbeschaffenheit
Aufgrund der Tatsache, dass der Oder-Havel-Radweg im Wesentlichen einer Wasserstraße folgt, sind kaum nennenswerte Steigungen zu verzeichnen. Die größten Anstiege befinden sich östlich von Eberswalde zwischen der Ragöser Schleuse und der Ortschaft Stecherschleuse, sowie zwischen Liepe und Oderberg.
Der weitaus überwiegende Teil der Radroute ist asphaltiert. Lediglich im Stadtgebiet von Eberswalde sowie zwischen den Schleusen Leesenbrück und Grafenbrück sind auch kürzere unbefestigte Abschnitte zu finden. In der Schorfheide, westlich der BAB 11 gibt es zwei kurze Abschnitte mit grobem Kopfsteinpflaster. Zwischen Oderberg und Hohensaaten ist der Asphalt stark verschlissen.

## Sehenswürdigkeiten

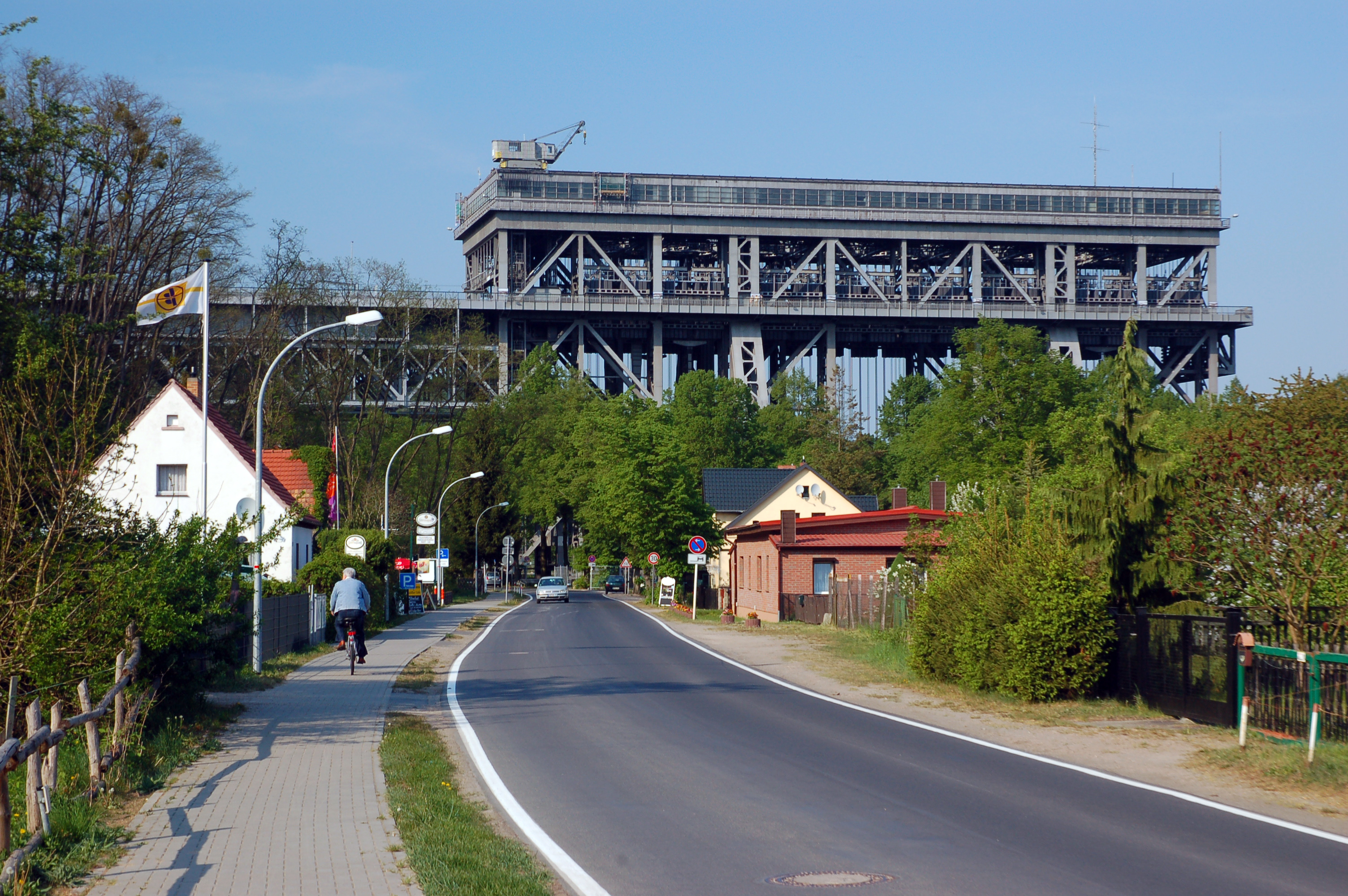
Das (alte) Schiffshebewerk vom Radweg aus gesehen

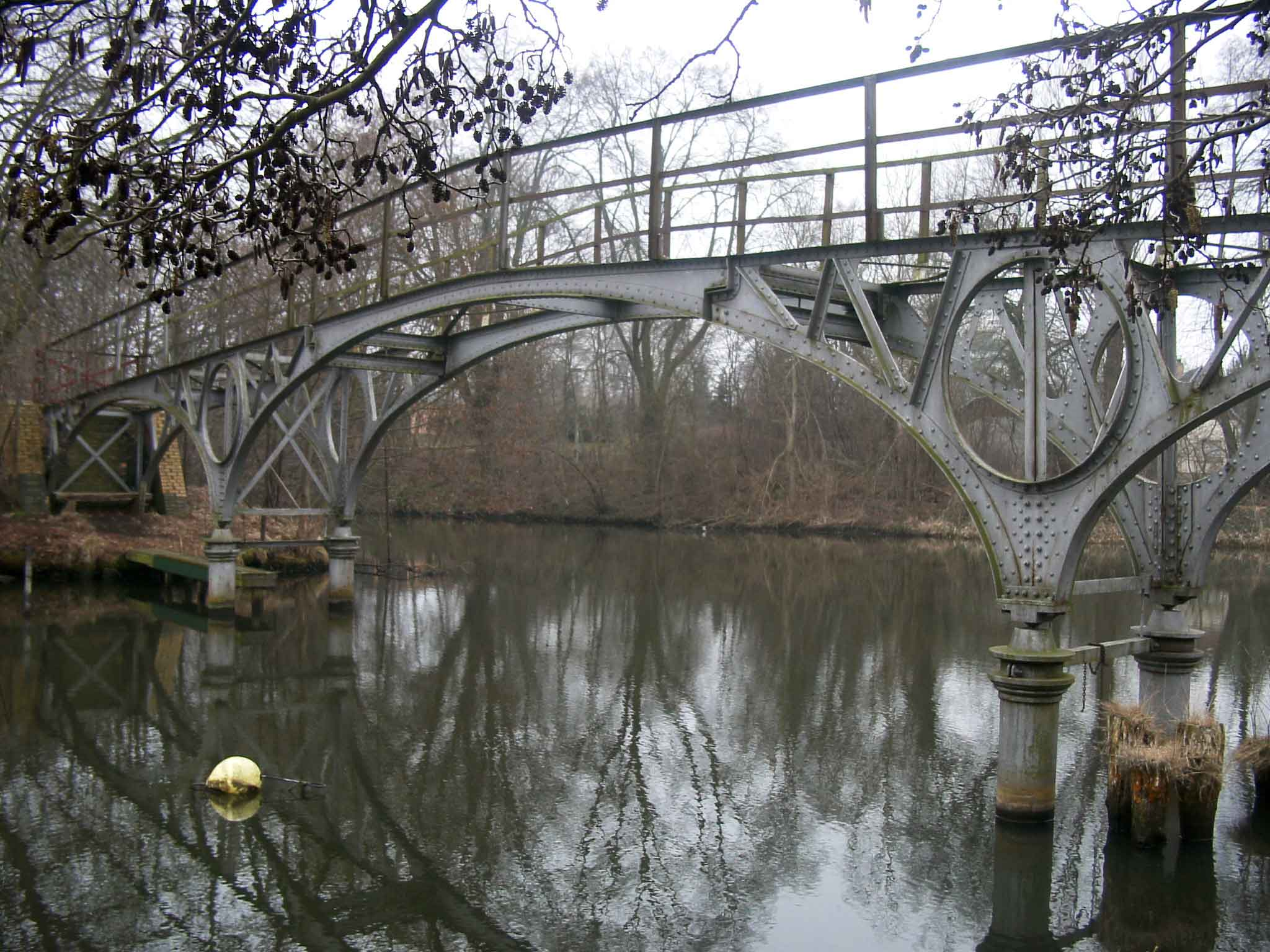
Reste der ehemaligen Weidendammer Brücke aus Berlin

Bekannteste Sehenswürdigkeit an der Strecke ist das Schiffshebewerk Niederfinow mit der historischen Schleusentreppe und der Baustelle für das neue Schiffshebewerk. Weniger bekannt sind die Reste der ehemaligen Weidendammer Brücke in Berlin, die jetzt den Finowkanal überspannt.

## Geschichte
Während der Landesgartenschau im Jahre 2002 war ein Abschnitt des südlichen Treidelwegs in Eberswalde Teil des Gartenschaugeländes. Der Oder-Havel-Radweg wurde in dieser Zeit provisorisch nördlich des Finowkanals geführt.
Zwischen Oderberg und Liepe wurde die Wegführung geändert. Anfangs verließ die Route in Höhe der Bushaltestelle „Teufelsberg“ westlich von Oderberg die L 29 und verlief über eine steile Kopfsteinpflasterstraße hinab zur Niederung des Oderbruchs, über unbefestigte Wege durch eine Kleingartensiedlung und erreichte in der Ortschaft Liepe wieder die L 29.